# Harbajtel

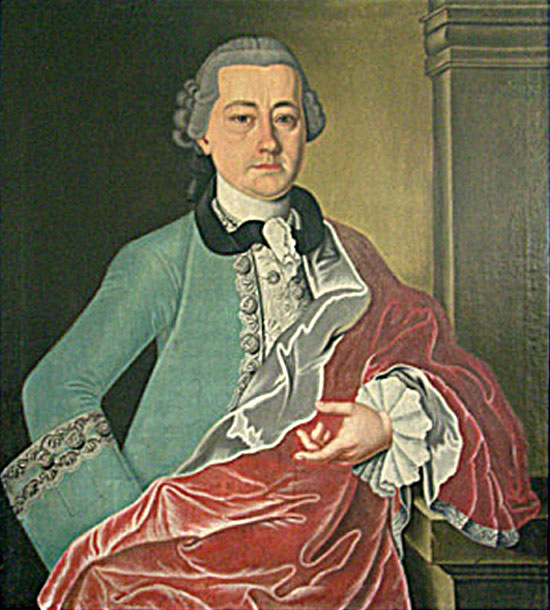
Portret Johanna Ludwiga Schmidta (1726-1792), olej na płótnie, 1768 r. Widoczny czarny harbajtel i czarne tasiemki

Harbajtel (niem. Haarbeutel: Haar - włosy, Beutel - woreczek) – siatka lub woreczek zakładany na włosy z tyłu peruki; warkocz, pęk włosów z tyłu peruki. W modzie zaczął być stosowany za czasów Ludwika XIV.